# インシディアス
『インシディアス』（原題: Insidious）は、2010年のアメリカ合衆国のホラー映画である。『ソウ』シリーズ1作目にてコンビを組んだジェームズ・ワンとリー・ワネルが再びタッグを組み、さらに『パラノーマル・アクティビティ』のオーレン・ペリが製作を務めている。北米・イギリスで5週連続でトップ10入りを記録した。なお、本作は時系列的には第4作の直後からスタートする作品である。

## ストーリー
ジョシュ・ランバート（パトリック・ウィルソン）とその家族が新居に引っ越してきて間もなく、長男のダルトン（タイ・シンプキンス）が昏睡状態に陥ってしまう。医者にも原因は分からず、3ヶ月後には昏睡したままのダルトンを自宅のベッドに移すことになった。
ある日、妻のルネ（ローズ・バーン）は赤ん坊の娘カリの部屋から不気味な声が聞こえることに気付く。夜には次男のフォスターが「夜中に兄が歩き回る」と言い出した。夫妻が就寝しようとすると玄関の呼び鈴が鳴り、ジョシュが確認するも誰かがいる様子はない。ルネは泣き出したカリの部屋に向かい、不気味な男の影を見つけてジョシュを呼び戻す。途端に今度は玄関に設置した警報が鳴り響いてくるが、侵入者の姿は見当たらなかった。
翌日、ダルトンのベッドシーツに血で付いたような不気味な手形を発見したルネは、夜中に悪夢を見て飛び起きたところを謎の男に襲われる。ジョシュが駆けつけると男の姿はなかったが、立て続けに起こる怪奇現象に怯えるルネは今すぐにでも引っ越したいとジョシュに懇願する。
一家は別の家に引っ越すが、それでも怪奇現象は収まらなかった。ジョシュの母ロレイン（バーバラ・ハーシー）の紹介でやってきたエリーズ・レイニア（リン・シェイ）は、ダルトンには並外れた幽体離脱能力があり、“あちらの世界”から魂が帰ってこれなくなっていること、空っぽになった肉体を悪魔が狙っていることを告げる。

## キャスト
※括弧内は日本語吹替声優。
- ジョシュ・ランバート - パトリック・ウィルソン（咲野俊介）
- ルネ・ランバート - ローズ・バーン（園崎未恵）
- ダルトン・ランバート - タイ・シンプキンス（福井美樹）
- フォスター・ランバート - アンドリュー・アスター（羽飼まり）
- ロレイン・ランバート - バーバラ・ハーシー（岡本嘉子）
- エリーズ・レイニア - リン・シェイ（宮沢きよこ）
- スペックス - リー・ワネル（逢笠恵祐）
- タッカー - アンガス・サンプソン（山本格）
- マーティン神父 - ジョン・ヘンリー・バインダー（西村太佑）

## トリビア
作中にジェームズ・ワンの過去作のキャラクターがカメオ出演しており、黒板の落書きに『ソウ』シリーズのビリー人形が描かれている。

## 製作
リー・ワネルが脚本を執筆し、ジェームズ・ワンが監督した。撮影は2010年の初めにロサンゼルスで行われた。撮影最終日にワネルの思いつきにより、急遽、『ソウ』のビリーが出演することとなった。元々は『The Further』というタイトルであり、その後『The Astral』に変更され、最終的に『Insidious』となった。
本作はホラー映画としてだけでなく、親子の絆を描いたドラマ映画の要素もあるが、そのことに関してワン監督は「『ソウ』の後、誰もが僕を流血や暴力を描く監督として分類したがったんだ。...だから『インシディアス』で、監督としてとても重要だったのは、僕がドラマ、ストーリーやキャラクターに気を配っていて、流血や暴力は避けていることを示すことだったんだ。」と語っている。

## 公開
2010年のトロント国際映画祭で初上映された。北アメリカではPG-13指定だが、日本ではG指定（年齢制限なし）である。

### 興行収入
北アメリカで2011年4月1日に公開され、初週末3日間で1327万1464ドルを稼いで初登場3位となった。その後5週連続でトップテン入りを果たしている。2011年8月24日までに北米で5400万9150ドル、全世界で9700万9150ドルの興行収入を上げている。

### 批評家の反応
批評家からは概ね好意的な評価を受け、Rotten Tomatoesのよると154個のレビューで支持率は67%であり、平均点は10点満点で6点であった。ロジャー・イーバートは4つ星満点で2つ星半を与え、「すごく良いわけではないが、観客の期待には応えられる」と書いた。